# Thomas Irwin
Thomas Irwin (* 22. Februar 1785 in Philadelphia, Pennsylvania; † 14. Mai 1870 in Pittsburgh, Pennsylvania) war ein US-amerikanischer Jurist und Politiker. Zwischen 1829 und 1831 vertrat er den Bundesstaat Pennsylvania im US-Repräsentantenhaus; später wurde er Bundesrichter.

## Leben
Thomas Irwin besuchte die öffentlichen Schulen seiner Heimat und danach das Franklin College in Lancaster. Im Jahr 1804 verlegte er die Zeitung Philadelphia Repository. Nach einem Jurastudium und seiner 1808 erfolgten Zulassung als Rechtsanwalt begann er in Uniontown in diesem Beruf zu arbeiten. Zwischen 1809 und 1811 war er Indianeragent in Natchitoches im späteren Bundesstaat Louisiana. Dort war er auch als Anwalt tätig. Im Jahr 1811 kehrte er nach Uniontown zurück, wo er ebenfalls wieder als Jurist praktizierte. Zwischen 1812 und 1819 war er zudem stellvertretender Bezirksstaatsanwalt im Fayette County. In den 1820er Jahren schloss er sich der Bewegung um den späteren Präsidenten Andrew Jackson an und wurde Mitglied der von diesem 1828 gegründeten Demokratischen Partei. Zwischen 1824 und 1828 saß er als Abgeordneter im Repräsentantenhaus von Pennsylvania.
Bei den Kongresswahlen des Jahres 1828 wurde Irwin im 14. Wahlbezirk von Pennsylvania in das US-Repräsentantenhaus in Washington, D.C. gewählt, wo er am 4. März 1829 die Nachfolge von Andrew Stewart antrat. Da er im Jahr 1830 auf eine weitere Kandidatur verzichtete, konnte er bis zum 3. März 1831 nur eine Legislaturperiode im Kongress absolvieren. Seit dem Amtsantritt von Präsident Jackson im Jahr 1829 wurde innerhalb und außerhalb des Kongresses heftig über dessen Politik diskutiert. Dabei ging es um die umstrittene Durchsetzung des Indian Removal Act, den Konflikt mit dem Staat South Carolina, der in der Nullifikationskrise gipfelte, und die Bankenpolitik des Präsidenten.
Zwischen 1831 und 1859 war Thomas Irwin Richter am Bundesbezirksgericht für den westlichen Distrikt des Staates Pennsylvania. Danach zog er sich in den Ruhestand zurück. Er starb am 14. Mai 1870 in Pittsburgh, wo er auch beigesetzt wurde.